# 小倉カンツリー倶楽部
小倉カンツリー倶楽部（こくらカンツリーくらぶ）は、  福岡県北九州市小倉南区にあるゴルフ場である。

## 概要
北九州市に初めてゴルフ場が出来たのは、1934年（昭和9年）、外国航路の門司に開場した「門司ゴルフ倶楽部」（1934年（昭和9年）開場、設計・上田治）である。その建設のきっかけになったのが、門司港に着いた外国船の船員が門司を素通りして小倉競馬場内の小さなゴルフ場「北方リンクス」に行くことであった。それを見て「口惜しい」とゴルフ場を造ったのが動機だった。
1956年（昭和31年）、「下関ゴルフ倶楽部」（1956年（昭和31年）開場、設計・上田治）が開場し、1959年（昭和34年）、「若松ゴルフ倶楽部」（1959年（昭和34年）開場、設計・上田治）が続いて開場され、小倉にもゴルフ場が必要との声が徐々に高まっていった。
ゴルフ場建設には巨額の資金が必要である、誰を担げばよいか考え抜いたのが筑豊炭田、田川の炭鉱王・上田清次郎だった。上田は「田川の方で相当財を築いたのだから、北九州の方でも少しぐらい奉仕されても良いだろう」と話しを持ち込んだ。上田はゴルフを行わなかったが、資金調達に財界や金融界に働きかけ、不足分は私財を投じて「ここでやめたら北九州人に申し訳ない」といった。
ゴルフ場の用地は、宇佐八幡の社領で貫の庄といわれた旧小倉市曽根地区の南部貫山麓の26万坪で、山と谷ばかりの山地だった。コース設計は、その当時、北九州のゴルフ場は、「古賀ゴルフ・クラブ」（1926年（大正15年）開場、設計・上田治）、「門司ゴルフ倶楽部」、「下関ゴルフ倶楽部」、「若松ゴルフ倶楽部」と殆どのゴルフ場が上田治の設計だったことから、上田治に依頼した。1960年（昭和35年）1月、ゴルフ場の造成工事が着工され、翌1961年（昭和36年）5月、コースが完成、同年10月1日、開場された。

## 所在地
〒800-0243 福岡県北九州市小倉南区西貫二丁目1番1号

## コース情報
- 開場日 - 1961年10月1日
- 設計者 - 上田 治
- 面積 - 820,000m2（24.8万坪）
- コースタイプ - 丘陵コース
- コース - 18ホールズ、パー71、6,737ヤード、コースレート72.7
- フェアウェー - コウライ
- ラフ - ノシバ
- グリーン - グリーン、ベント
- ラウンドスタイル - 全組キャディ付、歩いてのラウンド、1組4人が原則だが状況によりツーサム可
- 練習場 - 16打席200ヤード
- 休場日 - 毎週月曜日、12月31日、1月1日[2][3]

## クラブ情報
- ハウス面積 - 3,230m2（977.0坪）
- ハウス設計 - 吉村順三設計事務所
- ハウス施工 - 株式会社竹中工務店[2][3]

## ギャラリー
- コース - 「小倉カンツリー倶楽部」、コースレイアウト、2021年4月6日閲覧
- ハウス - 「小倉カンツリー倶楽部」、フォトギャラリー、2021年4月6日閲覧

## 交通アクセス
- 鉄道 - 日豊本線（JR九州） - 下曽根駅より タクシー利用約8分
- 道路 - 九州自動車道 - 小倉東ICより[4]

## 関連文献
- 『ふるさと飛行 福岡県航空写真集』、「企画・製作 西日本新聞社福岡県航空写真集刊行事務局」、福岡 西日本新聞社、1983年10月、2021年4月6日閲覧
- 『ゴルフ場ガイド 西版』、2006-2007、「小倉カンツリー倶楽部」、東京 ゴルフダイジェスト社、2006年5月、2021年4月6日閲覧
- 『月刊ゴルフマネジメント』、「ゴルフ倶楽部を考える(261回)小倉カンツリー倶楽部と玄海ゴルフクラブの開場」、井上勝純、東京 一季出版、2008年1月、2021年4月6日閲覧
- 『北九州地域における戦前の建築と戦後復興の建築活動に関する研究』、尾道健二・内田千彰,・開田一博執筆、北九州 北九州産業技術保存継承センター、2010年3月、2021年4月6日閲覧
- 『美しい日本のゴルフコース BEAUTIFUL GOLF CULTURE IN JAPAN 日本のゴルフ110年記念 ゴルフは日本の新しい伝統文化である』、ゴルフダイジェスト社「美しい日本のゴルフコース」編纂委員会編、「「洗濯機、冷蔵庫、テレビ」が三種の神器だった昭和30年代、小倉にゴルフ場建設の気運が高まる」、東京 ゴルフダイジェスト社、2013年12月、2021年4月6日閲覧